# 당신 (1969년 영화)
"당신"은 1969년 공개된 대한민국의 영화이다.

## 배역
- 신영균
- 윤정희
- 문정숙
- 김성옥
- 이지연
- 김창숙
- 강부자
- 사미자
- 김신재
- 이일웅
- 전상철

## 수상
- 1969년 제15회 아시아영화제
  - 각본상 - 이은성
- 1969년 제6회 청룡영화상
  - 촬영상 - 정운교
  - 주제가상 - 이명수
- 1970년 제6회 백상예술대상
  - 영화부문 시나리오상 - 이은성